# Nombre super-premier
Les nombres super-premiers (également appelés "nombres premiers d'ordre supérieur") sont la sous-suite de nombres premiers qui occupent des positions de premier-numérotée dans la séquence des nombres premiers. La sous-séquence commence ainsi
3, 5, 11, 17, 31, 41, 59, 67, 83, 109, 127, 157, 179, 191, 211, 241, 277, 283, 331, 353, 367, 401, 431, 461, 509, 547, 563, 587, 599, 617, 709, 739, 773, 797, 859, 877, 919, 967, 991, ... suite A006450 de l'OEIS.
| Nombre premier | 2 | 3 | 5 | 7 | 11 | 13 | 17 | 19 | 23 | 29 | 31 | 37 | 41 | 43 | 47 | 53 | 59 | 61 | 67 | 71 | ... |
| -------------- | - | - | - | - | -- | -- | -- | -- | -- | -- | -- | -- | -- | -- | -- | -- | -- | -- | -- | -- | --- |
| Indice         | 1 | 2 | 3 | 4 | 5  | 6  | 7  | 8  | 9  | 10 | 11 | 12 | 13 | 14 | 15 | 16 | 17 | 18 | 19 | 20 |     |
| Indice premier |   | 2 | 3 |   | 5  |    | 7  |    |    |    | 11 |    | 13 |    |    |    | 17 |    | 19 |    |     |
| Super premier  |   | 3 | 5 |   | 11 |    | 17 |    |    |    | 31 |    | 41 |    |    |    | 59 |    | 67 |    |     |

Autrement dit, si p(i) représente le i-ième nombre premier, les nombres dans cette suite sont celles de la forme p(p(i)). Dressler et Parker (1975) ont utilisé une preuve assistée par ordinateur (basé sur des calculs impliquant le problème de la somme de sous-ensembles) pour montrer que tout nombre entier supérieur à 96 peut être représentée comme la somme de nombres super-premiers distincts. Leur démonstration repose sur un résultat qui ressemble au postulat de Bertrand, indiquant que (après le plus grand écart entre les super-premiers 5 et 11) chaque nombre super-premier est inférieur à deux fois son prédécesseur dans la suite.
Broughan et Barnett montrent qu'il y a
{\displaystyle {\frac {x}{(\log x)^{2}}}+O\left({\frac {x\log \log x}{(\log x)^{3}}}\right)}
super-premiers jusqu'à x. Cela peut être utilisé pour montrer que l'ensemble de tous les super-premiers est petit.
On peut également définir un premier d'«ordre supérieur» de la même façon, et obtenir des séquences analogues de nombres premiers.[évasif]
Une variation sur ce thème est la suite des nombres premiers avec des indices de premiers palindromiques, commençant par
3, 5, 11, 17, 31, 547, 739, 877, 1087, 1153, 2081, 2381, ... suite A124173 de l'OEIS.
| Nombre premier            | 2 | 3 | 5 | 7 | 11 | 13 | 17 | 19 | 23 | 29 | 31 | 37 | 41 | ... | 79 | ... | 547 | ... | 739 | ... | 877 | ... | 1087 | ... |
| ------------------------- | - | - | - | - | -- | -- | -- | -- | -- | -- | -- | -- | -- | --- | -- | --- | --- | --- | --- | --- | --- | --- | ---- | --- |
| Indice                    | 1 | 2 | 3 | 4 | 5  | 6  | 7  | 8  | 9  | 10 | 11 | 12 | 13 |     | 22 |     | 101 |     | 131 |     | 151 |     | 181  |     |
| Indice premier            |   | 2 | 3 |   | 5  |    | 7  |    |    |    | 11 |    | 13 |     |    |     | 101 |     | 131 |     | 151 |     | 181  |     |
| Indice premier palindrome |   | 2 | 3 |   | 5  |    | 7  |    |    |    | 11 |    |    |     |    |     | 101 |     | 131 |     | 151 |     | 181  |     |
| Premier palindromique     |   | 3 | 5 |   | 11 |    | 17 |    |    |    | 31 |    |    |     |    |     | 547 |     | 739 |     | 877 |     | 1087 |     |

79 a un indice palindromique, 22, mais qui n'est pas premier, il n'est donc pas premier palindromique.